# Ланус
Лану́с (ісп. Lanús) — місто в аргентинській провінції Буенос-Айрес. Адміністративний центр однойменного округу, який входить до складу міської агломерації Великий Буенос-Айрес. Відділений від Буенос-Айреса річкою Матанса-Ріачуело.

## Історія

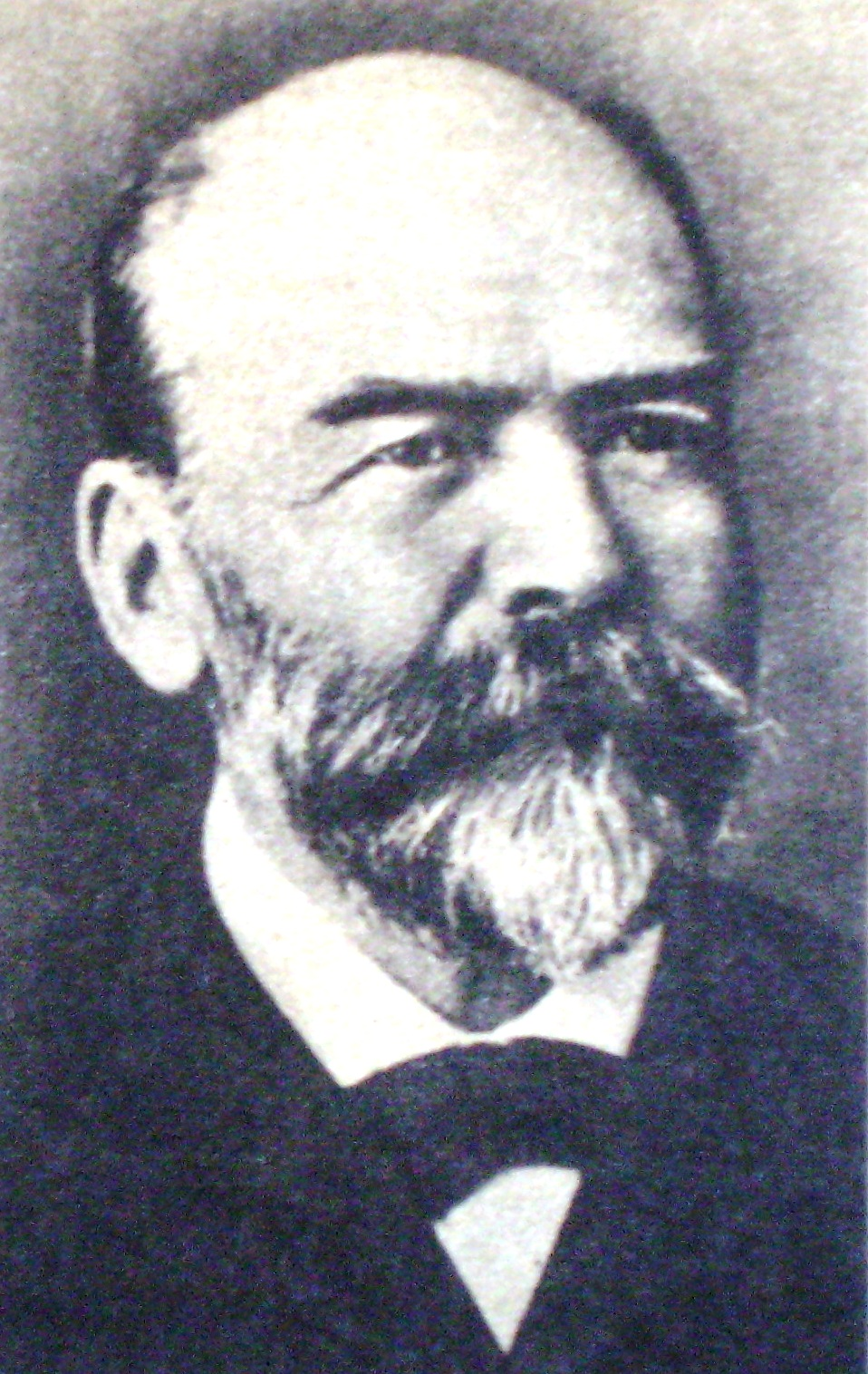
Анакарсіс Ланус

До приходу іспанців землі, де зараз знаходиться Ланус, були заселені індіанцями гуарані і пампа.
1536 року на території сучасного Лануса, поблизу місця, де нині знаходиться міст Урібуру, було засноване місто Буенос-Айрес, перше поселення майбутнього віце-королівства Ріо-де-ла-Плата. Проте місто проіснувало недовго і 1580 року Хуан де Гарай переніс його в інше місце.
Землі сучасного округа Ланус були поділені між поселеннями Паго-де-ла-Магдалена, Ла-Матанса і Ріачуело. Першими власниками цих земель стали Хуан Торрес де Верас-і-Арагон, Хуан Руїс, Луїс Гайтан і Педро де Херес.
Свою назву місто Ланус отримало на честь місцевого землевласника Іполіто Анакарсіса Лануса. 1854 року він купив землі у центрі сучасного округу Ланус у землевласника Есек'єля Р. Парісі. 1865 року він дав гроші на спорудження поселення, залізничної станції (споруджена 1868), церкви Святої Терези і школи при ній.
Перше поселення у цій місцевості під назвою Хенераль-Пас заснував 20 жовтня 1888 року Гільєрмо Гебелер. Він же спланував вулиці і площі містечка і назвав їх на честь осіб і подій, пов'язаних з життям генерала Хосе Марії Паса, ініціював створення добровільної пожежної служби, лікарні, іпотечної кредитної спілки тощо.
1910 року була створена перша газета міста під назвою «Ла Комуна».
3 січня 1915 року було засновано професійний футбольний клуб «Ланус», чемпіон Аргентини 2007 року і кубку КОНМЕБОЛ 1996 року, який нині є однією з емблем міста.
1919 року була створена бібліотека імені Хуана Баутісти Альберді.
1937 року було засновано щоденну міську газету «Віда де Ланус», яка працює донині.
29 вересня 1944 року за сприяння тодішнього віце-президента Хуана Перона від округу Авельянеда було відділено новостворений округ Кватро-де-Хуліо, центром якого став Ланус. Назва Кватро-де-Хуліо (4 липня) походила від дати військового перевороту 1943 року, який привів до влади Едельміро Хуліана Фаррелла, уродженця Лануса. 1948 року цей округ в числі інших п'ятнадцяти передмість Буенос-Айреса було включено до складу Великого Буенос-Айреса. Після державного перевороту 16 вересня 1955 року назву округу, дану Пероном, було змінено на Ланус.
30 серпня 1952 року у Ланусі фундацією Евіти Перон було засновано велику лікарню, де обслуговуються пацієнти з усіх передмість Буенос-Айреса.
1995 року було створено Національний університет Лануса, який має чотири факультети:
- громадського здоров'я,
- гуманітарних наук і мистецтв,
- планування і соціальної політики,
- технологічного розвитку.

Крім того, у місті знаходиться понад сто державних і приватних навчальних закладів.

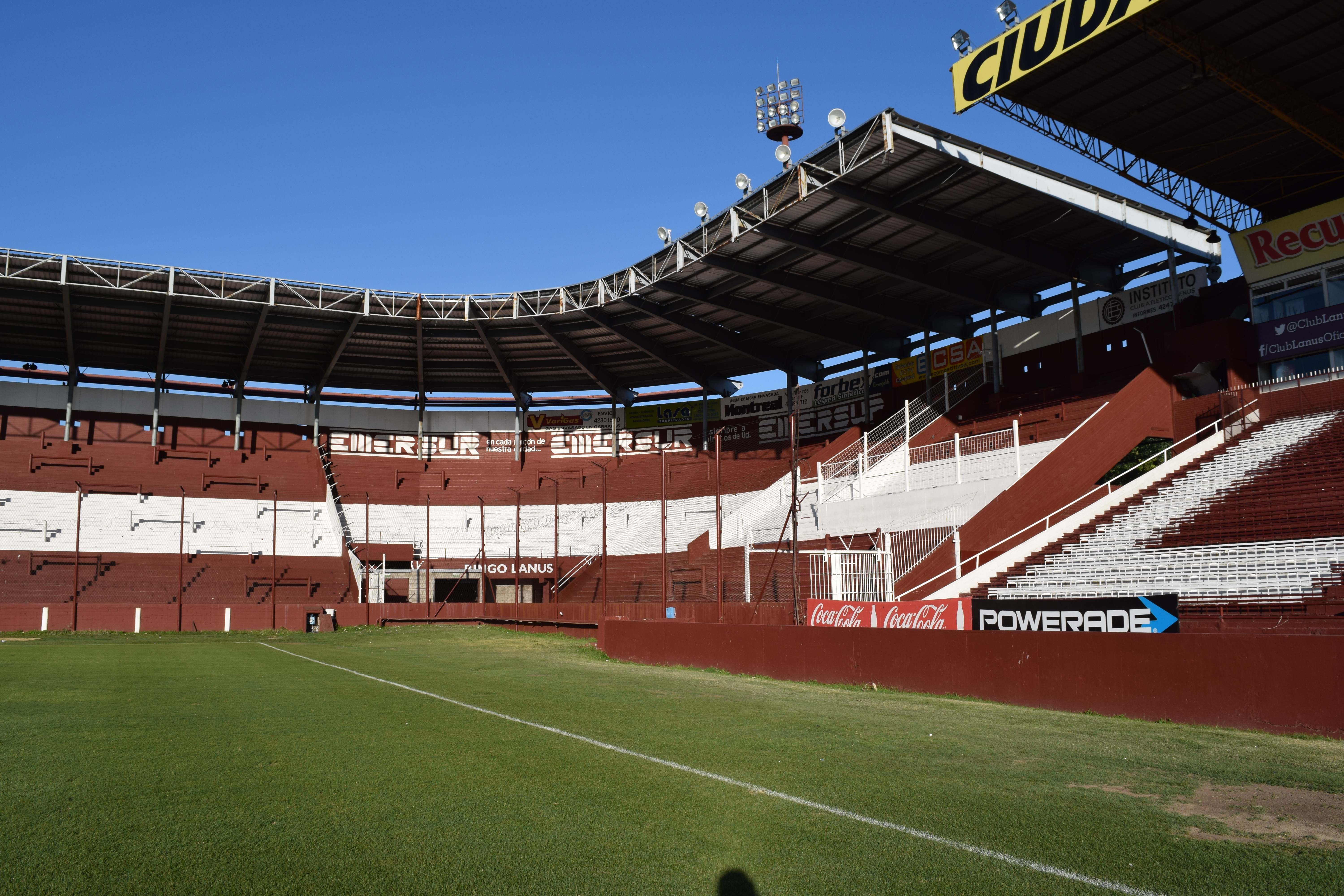
Стадіон Лануса
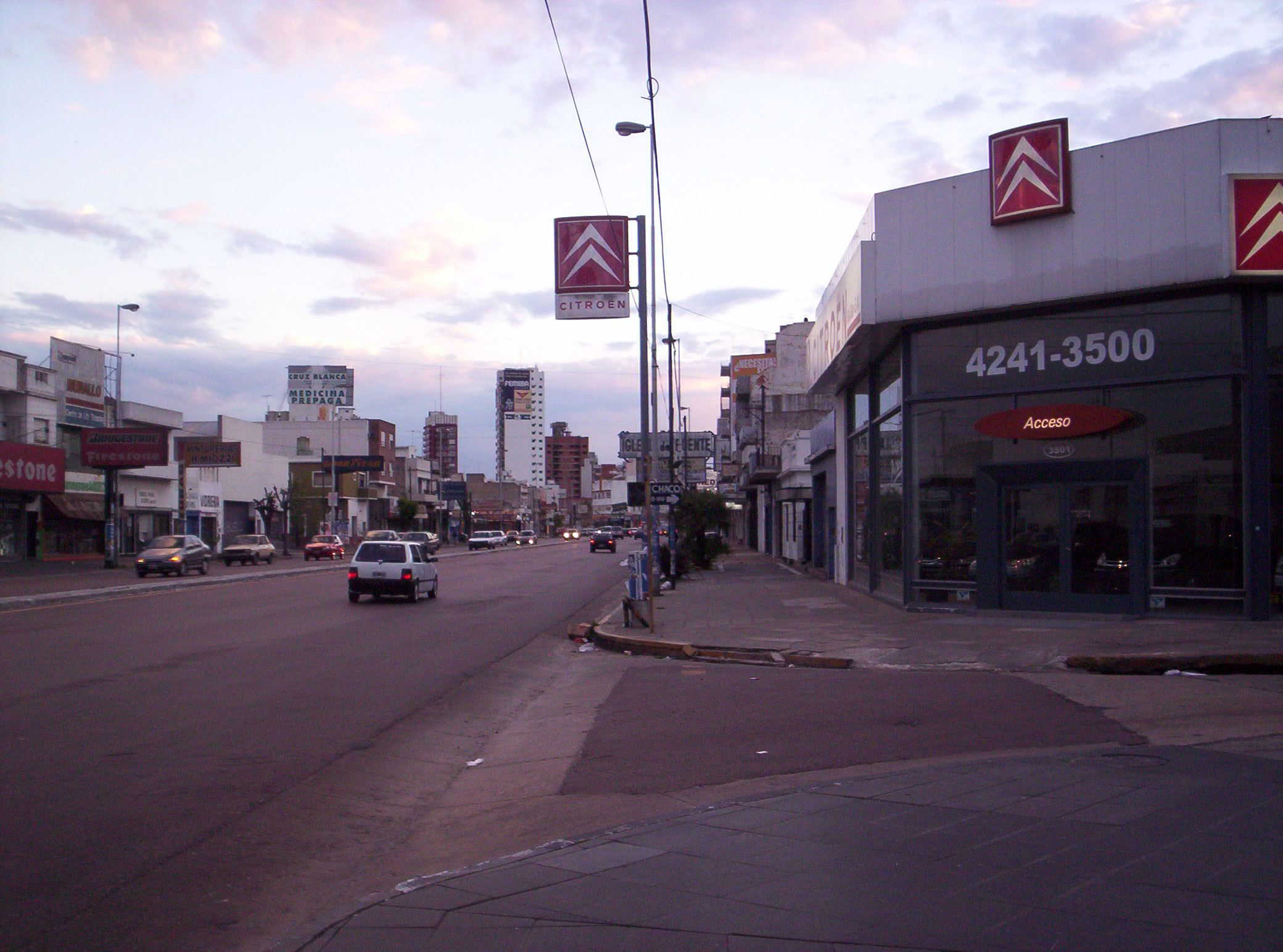
Вул. Ірігоєна у центрі Лануса
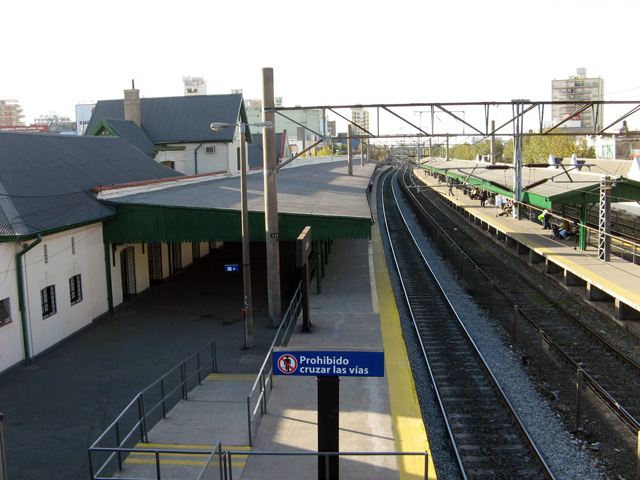
Залізнична станція Лануса

### Українці в Ланусі
З 1935 р. у місті Ланус постійно мешкав Григорій Мацейко (псведо «Гонта») — виконавець успішного атентату на міністра внутрішніх справ Польщі Б. Перацького. Працював висотним будівельником. За організаційним наказом не брав активної участі в українському суспільно-політичному житті. Одружився з місцевою українкою, виховав двох дітей у національних традиціях, брав участь в роботі місцевого культурного осередку. Похований на місцевому кладовищі. Могила збережена.
Вулиця Україна існує на передмісті Західний Ланус. 

## Поділ міста
Оскільки округ Ланус є передмістям Буенос-Айреса, він повністю урбанізований. Нині Ланус складається з колишніх міст:
- Херлі (ісп. Gerli)
- Східний Ланус (ісп. Lanús Este)
- Західний Ланус (ісп. Lanús Oeste)
- Монте-Чінголо (ісп. Monte Chingolo)
- Ремедьйос-Ескалада-де-Сан-Мартін (ісп. Remedios Escalada de San Martín)
- Валентин-Альсіна (ісп. Valentín Alsina)

Загальна чисельність Лануса у цих межах за переписом 2010 року становить 453 500 мешканців, зокрема 217 037 чоловіків і 236 463 жінок.
Раніше власне містом Ланус вважалася половина округу, що складається з районів Східний Ланус і Західний Ланус. Населення її становило 212 152 осіб за переписом 2001 року.

## Демографія
Населення міста Ланус становило:

## Природні умови
Ланус знаходиться на рівнинній місцевості, на березі річки Матанса-Ріачуело в субтропічному природному поясі. Найбільша висота над рівнем моря становить 10 м, найнижча — 7,5 м поблизу залізничної станції.
Природна рослинність представлена типовими для лугових степів, заливних полів і саван породами дерев і трав: Erythrina crista-galli, верба пурпурова, ситник, Solanum glaucophyllum, Ruprechtia apetala тощо. 
У Ланусі переважають такі вітри:
- Памперо з південного заходу, дуже холодний та сухий, переважає влітку
- південно-східний Судестада, переважає у квітні і жовтні, прохолодний і дуже вологий, часто приносить опади, які провокують підтоплення[6]

Снігопади не характерні для міста.
Ґрунти переважно алювіальні.
| Клімат Лануса                                  | Клімат Лануса | Клімат Лануса | Клімат Лануса | Клімат Лануса | Клімат Лануса | Клімат Лануса | Клімат Лануса | Клімат Лануса | Клімат Лануса | Клімат Лануса | Клімат Лануса | Клімат Лануса | Клімат Лануса |
| Показник                                       | Січ.          | Лют.          | Бер.          | Квіт.         | Трав.         | Черв.         | Лип.          | Серп.         | Вер.          | Жовт.         | Лист.         | Груд.         |               |
| Абсолютний максимум, °C                        | 43,3          | 38,7          | 37,9          | 36            | 31,6          | 28,5          | 30,2          | 34,4          | 34            | 34            | 36,8          | 40,5          |               |
| Середній максимум, °C                          | 30,4          | 28,7          | 26,4          | 22,7          | 19            | 15,6          | 14,9          | 17,3          | 18,9          | 22,5          | 25,3          | 28,1          |               |
| Середня температура, °C                        | 25,4          | 24            | 21,7          | 18,2          | 14,6          | 11,6          | 11,1          | 13,1          | 14,4          | 17,7          | 20,6          | 23,2          |               |
| Середній мінімум, °C                           | 20,4          | 19,4          | 17            | 13,7          | 10,3          | 7,6           | 7,4           | 8,9           | 9,9           | 13            | 15,9          | 18,4          |               |
| Абсолютний мінімум, °C                         | 5,9           | 4,2           | 2,8           | −2,3          | −4            | −5,3          | −5,4          | −4            | −2,4          | −2            | 1,6           | 3,7           |               |
| Норма опадів, мм                               | 120           | 122           | 154           | 115           | 100           | 50            | 55            | 65            | 78            | 140           | 130           | 114           |               |
| ---------------------------------------------- | ------------- | ------------- | ------------- | ------------- | ------------- | ------------- | ------------- | ------------- | ------------- | ------------- | ------------- | ------------- | ------------- |
| Джерело: http://www.smn.gov.ar/?mod=clima&id=5 |               |               |               |               |               |               |               |               |               |               |               |               |               |